# Roger Ilegems
Roger Maria Ilegems (ur. 13 grudnia 1962 w Niel) – belgijski kolarz torowy i szosowy, mistrz olimpijski oraz brązowy medalista torowych mistrzostw świata.

## Kariera
Największym sukcesem w karierze Rogera Ilegemsa jest zdobycie złotego medalu w wyścigu punktowym podczas igrzysk olimpijskich w Los Angeles w 1984 roku. W wyścigu tym Belg bezpośrednio wyprzedził Uwe Messerschmidta z RFN i Meksykanina Manuela Youshimatza i został tym samym pierwszym oficjalnym mistrzem olimpijskim w tej konkurencji (na igrzyskach w Paryżu w 1900 roku rozegrano wyścig punktowy, ale nie był on wtedy konkurencją olimpijską). Na arenie międzynarodowej Roger wywalczył jeszcze tylko jeden medal – na mistrzostwach świata w Wiedniu w 1987 roku był trzeci w tej samej konkurencji, ulegając jedynie Ursowi Freulerowi ze Szwajcarii i Anthony’emu Doyle'owi z Wielkiej Brytanii. Startował również w wyścigach szosowych, głównie na arenie krajowej. W 1988 roku startował w Tour de France, którego nie ukończył oraz w Vuelta a España, który ukończył na 113. pozycji w klasyfikacji generalnej. W 1991 roku zakończył karierę.